# Mhowgaon
Mhowgaon è una suddivisione dell'India, classificata come nagar panchayat, di 20.521 abitanti, situata nel distretto di Indore, nello stato federato del Madhya Pradesh. In base al numero di abitanti la città rientra nella classe III (da 20.000 a 49.999 persone).

## Geografia fisica
La città è situata a 22° 34' 56 N e 75° 42' 49 E.

## Società

### Evoluzione demografica
Al censimento del 2001 la popolazione di Mhowgaon assommava a 20.521 persone, delle quali 10.990 maschi e 9.531 femmine. I bambini di età inferiore o uguale ai sei anni assommavano a 3.392, dei quali 1.784 maschi e 1.608 femmine. Infine, coloro che erano in grado di saper almeno leggere e scrivere erano 14.000, dei quali 8.308 maschi e 5.692 femmine.